# Puchar Europy w narciarstwie alpejskim 2012/2013
Sezon 2012/2013 Pucharu Europy w narciarstwie alpejskim rozpoczął się rywalizacją mężczyzn 21 listopada 2012 roku w fińskim Levi, zaś pierwsze kobiece zawody odbyły się 26 listopada 2012 roku w szwedzkim Vemdalen. Ostatnie zawody z tego cyklu zostały rozegrane wspólnie między 13 a 17 marca 2013 roku w rosyjskim Soczi. Zaplanowano 39 zawodów dla kobiet i 39 dla mężczyzn.

## Puchar Europy w narciarstwie alpejskim kobiet
Wśród kobiet Pucharu Europy z sezonu 2011/2012 broniła Włoszka Lisa Magdalena Agerer. W tym sezonie najlepsza okazała się Austriaczka Ramona Siebenhofer.
W poszczególnych klasyfikacjach tryumfowały:
- zjazd:  Sofia Goggia
- slalom:  Michela Azzola
- gigant:  Ramona Siebenhofer
- supergigant:  Cornelia Hütter
- superkombinacja:  Romane Miradoli

## Puchar Europy w narciarstwie alpejskim mężczyzn
Wśród mężczyzn Pucharu Europy z sezonu 2011/2012 bronił Austriak Florian Scheiber. W tym sezonie najlepszy okazał się Norweg Aleksander Aamodt Kilde.
W poszczególnych klasyfikacjach tryumfowali:
- zjazd:  Ralph Weber
- slalom:  David Ryding
- gigant:  Manuel Pleisch
- supergigant:  Aleksander Aamodt Kilde
- superkombinacja:  Victor Muffat Jeandet